# Narodowy Komitet Olimpijski Kiribati
Narodowy Komitet Olimpijski Kiribati (KNOC) (ang. Kiribati National Olympic Committee) – stowarzyszenie związków i organizacji sportowych z siedzibą w Bairiki powołane w 2002 roku. Zajmuje się przede wszystkim organizacją udziału reprezentacji Kiribati w igrzyskach olimpijskich oraz igrzyskach Wspólnoty Narodów, a także upowszechnianiem idei olimpijskiej i promocją sportu oraz reprezentowaniem nauruańskiego sportu w organizacjach międzynarodowych, w tym w Międzynarodowym Komitecie Olimpijskim.